# Johann Siegmund Alioth

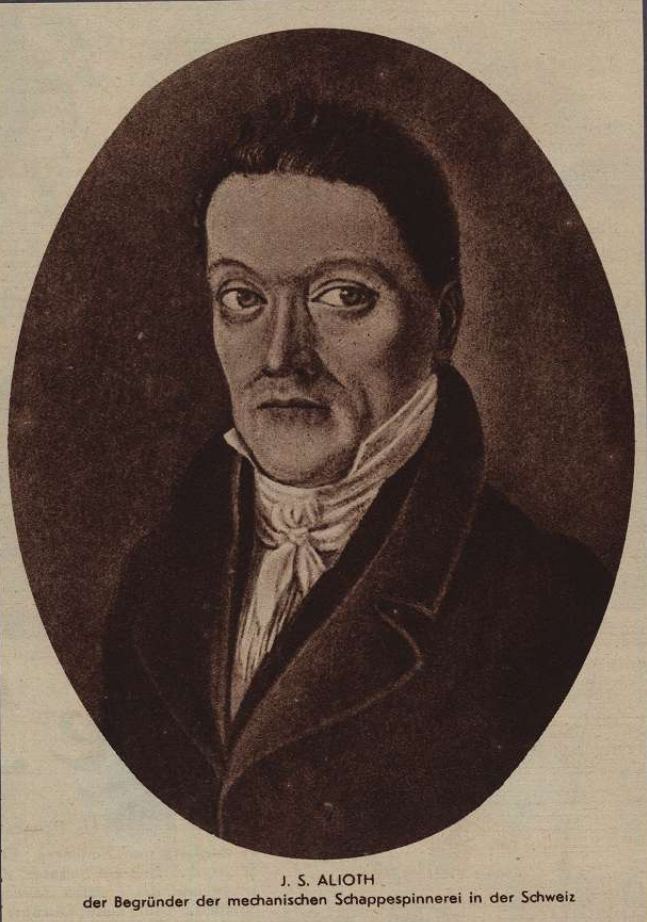
Johann Siegmund Alioth

Johann Siegmund Alioth (* 2. November 1788 in Biel; †  5. Mai 1850 in Basel) war ein Schweizer Industrieller. Er stellte erstmals auf dem europäischen Festland auf mechanischem Weg Schappe (Florettseide) her.

## Leben

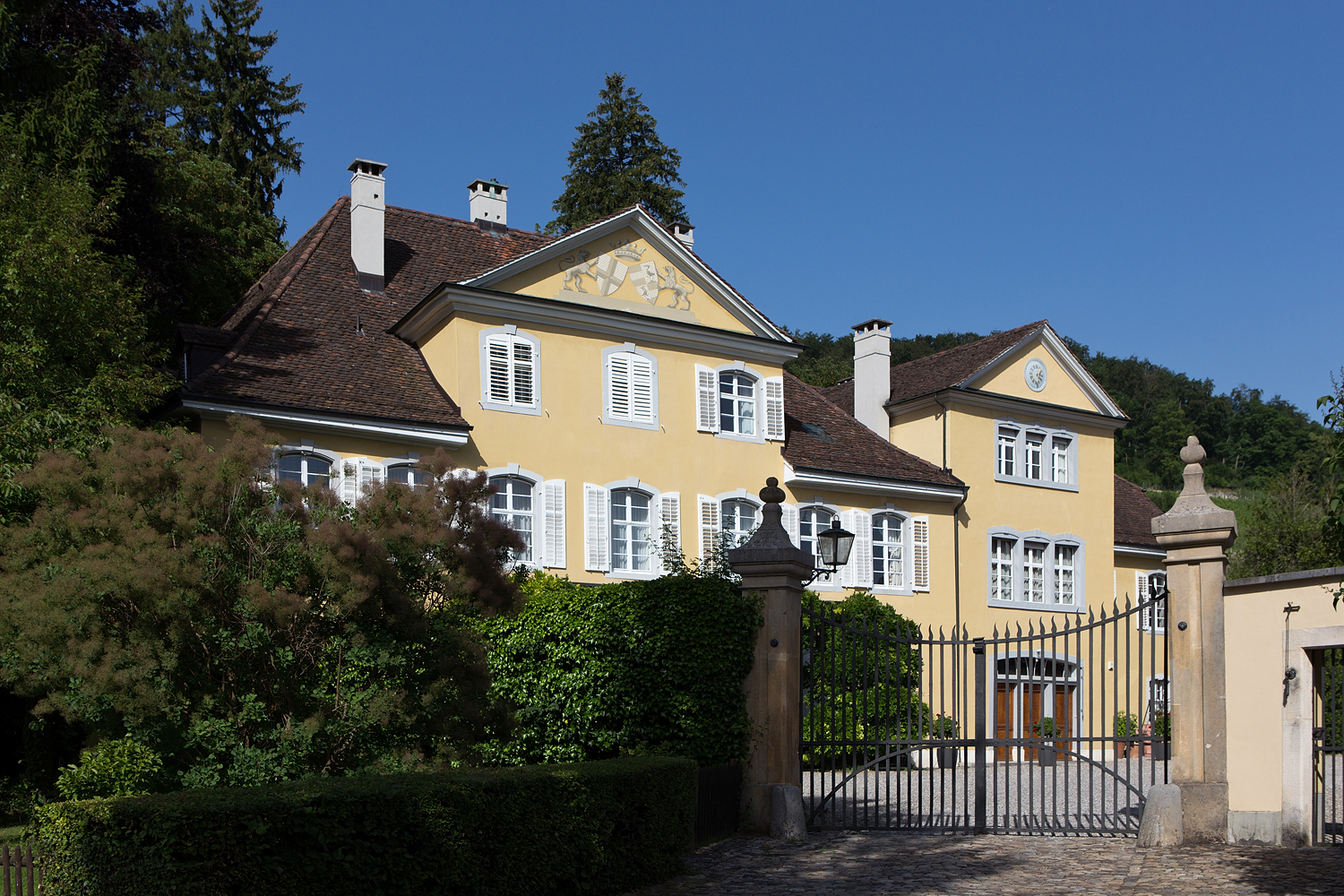
Der «Andlauerhof» in Arlesheim, Aliothscher Wohnsitz

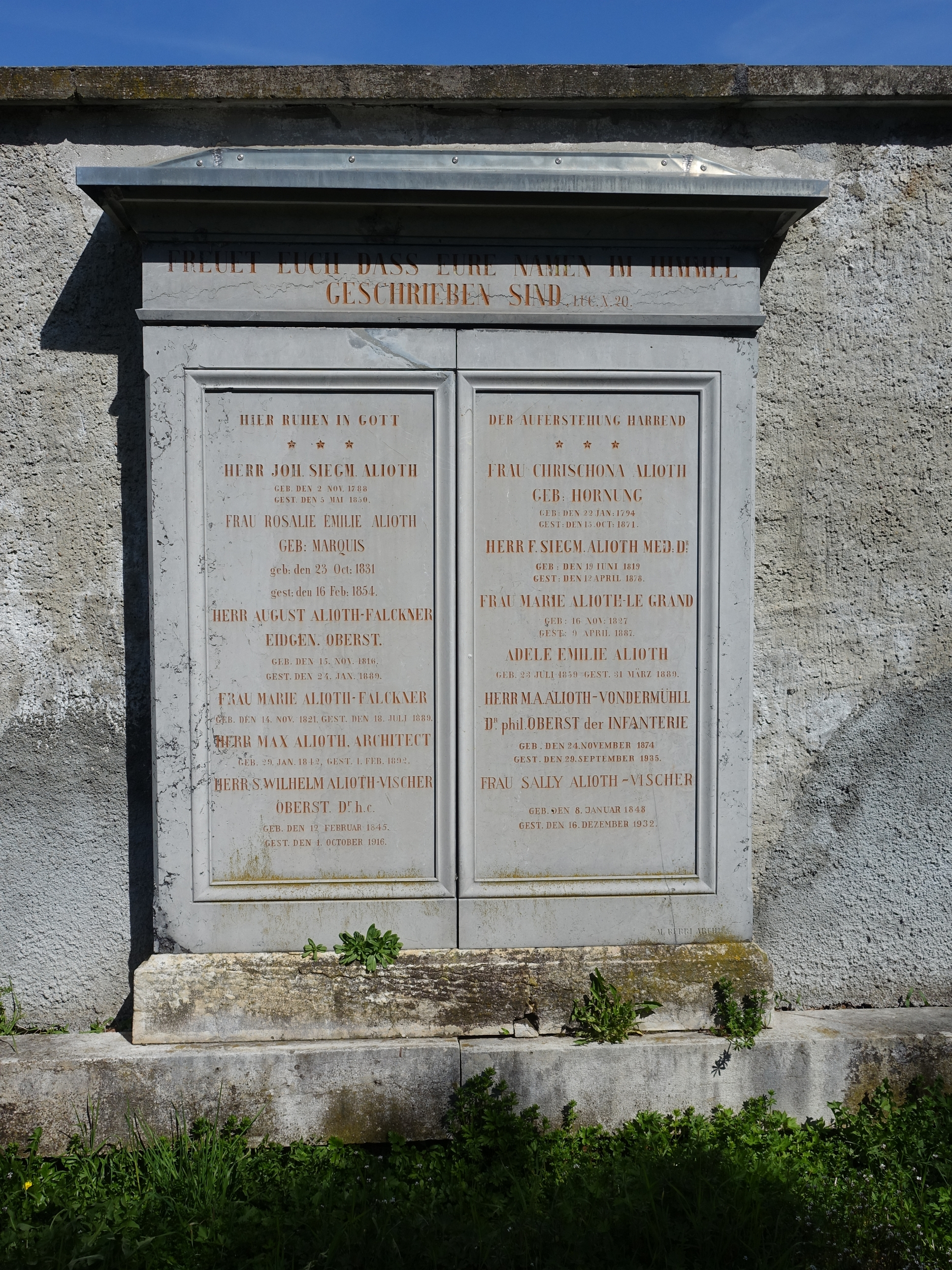
Familiengrab

Johann Siegmund Alioth absolvierte eine kaufmännische Lehre in Basel. Um das Jahr 1818 begann er von Mülhausen aus in den Dörfern der Vogesen florettseidene Halstücher und andere Artikel weben zu lassen, wozu er das Gespinst von Gersau und anderen Orten am Vierwaldstättersee bezog, in denen schon seit langer Zeit die Seidenabfälle von Hand gekämmt und gesponnen wurden. Um 1820 erlernte er, vermutlich in England, die mechanische Produktion von Schappe. 1824 nahm er in Basel, vor dem Riehentor, die erste auf dem Festland betriebene mechanische Feinkämmerei und Spinnerei von Schappe in Betrieb. Anfangs unter dem Namen «J. S. Alioth und Cie.» bestand das Unternehmen bis 1881. Die Produktion wurde 1830 nach Arlesheim verlegt. Dort kaufte Alioth 1846 den «Andlauerhof» und die Burg Birseck mit dazu gehöriger Ermitage und 1847 das Schloss Birseck. Nach seinem Tod lebte seine Witwe, Chrischona Alioth-Hornung, die er 1813 geheiratet und mit der er fünf Kinder hatte, noch über 20 Jahre lang im «Andlauerhof». Nach Alioths Tod vererbte die Witwe das Schloss mit Ermitage ihrem jüngsten Sohn Julius Achilles Alioth (1822–1898) weiter. Das Familiengrab befindet sich auf dem alten Friedhof von Arlesheim und wurde von Melchior Berri geschaffen. 